# 佐々木恵子
佐々木 恵子（ささき けいこ）は、日本のアニメーター。スタジオブーメラン所属。
トムス・エンタテインメントの作品に関わることが多い。同社が製作している『名探偵コナン』では、放送開始当初から2024年現在まで参加している数少ないアニメーターの一人であり、同作での作画監督担当話数は最多である。曲線的で柔らかい画風が特徴。

## 主な参加作品

### テレビアニメ
- アンドロメダ・ストーリーズ （1982年）動画
- おねがい!サミアどん （1985年 - 1986年）動画
- おちゃめなふたご クレア学院物語 （1991年）作画監督[1]
- わたしとわたし ふたりのロッテ （1991年 - 1992年）作画監督
- 緊急発進セイバーキッズ （1991年 - 1992年）作画監督
- レッドバロン （1994年 - 1995年）キャラクター作画監督
- 怪盗セイント・テール （1995年 - 1996年）作画監督
- 名探偵コナン （1996年 - ）サブキャラクターデザイン、デザインワークス、総作画監督、作画監督、原画、OP作画監督、ED作画監督、OP原画、ED原画
- 赤ちゃんと僕 （1996年 - 1997年）原画
- スージーちゃんとマービー （1999年 - 2000年）原画、作画監督
- とっとこハム太郎 （2000年 - 2004年）原画、OP・ED原画
- PROJECT ARMS （2001年）オープニング原画
- イタズラなKiss （2008年）作画監督、原画、第二原画
- 週刊美肌一族 （2008年）原画
- 源氏物語千年紀 Genji （2009年）原画
- こんにちは アン 〜Before Green Gables （2009年）作画監督、原画
- みつどもえ （2010年）原画
- TIGER & BUNNY （2011年）原画
- BRAVE10（2012年）原画
- ZETMAN（2012年）原画
- 夏雪ランデブー （2012年）原画
- ハヤテのごとく! CAN'T TAKE MY EYES OFF YOU （2012年）作画監督
- 神様はじめました （2012年）作画監督、原画、OP・ED原画
- 弱虫ペダル （2014年）原画
- 信長の忍び （2017年）作画監督
- 明治東亰恋伽 （2019年）作画監督
- 名探偵コナン ゼロの日常 （2022年）作画監督

### 劇場アニメ
- うる星やつら オンリー・ユー （1983年）動画
- 名探偵コナンシリーズ
  - 名探偵コナン 時計じかけの摩天楼 （1997年）作画監督
  - 名探偵コナン 世紀末の魔術師 （1999年）原画
  - 名探偵コナン 瞳の中の暗殺者 （2000年）原画
  - 名探偵コナン 天国へのカウントダウン （2001年）原画
  - 名探偵コナン 11人目のストライカー （2012年）原画
  - 名探偵コナン 絶海の探偵 （2013年）原画
  - 名探偵コナン 異次元の狙撃手（2014年）原画
  - 名探偵コナン 業火の向日葵（2015年）作画監督補佐、原画
  - 名探偵コナン 純黒の悪夢（2016年）原画
  - 名探偵コナン ゼロの執行人（2018年）作画監督補佐
  - 名探偵コナン ハロウィンの花嫁（2022年）作画監督補佐、原画、第二原画
  - 名探偵コナン 黒鉄の魚影（2023年）作画監督補佐、原画
- ハヤテのごとく! HEAVEN IS A PLACE ON EARTH （2011年）原画

### OVA
- エースをねらえ!2 （1988年）原画
- 名探偵コナンシリーズ
  - 名探偵コナン 16人の容疑者 （2002年）作画監督、原画
  - 名探偵コナン コナンと平次と消えた少年 （2003年）総作画監督
  - 名探偵コナン 10年後の異邦人 （2009年）作画監督
  - 名探偵コナン 大阪お好み焼きオデッセイ （2010年）サブキャラクターデザイン、作画監督
  - 名探偵コナン KID in TRAP ISLAND （2010年）サブキャラクターデザイン、作画監督
  - 名探偵コナン 新潟～東京おみやげ狂騒曲 （2011年）サブキャラクターデザイン、作画監督
  - 名探偵コナン ロンドンからの秘指令 （2011年）サブキャラクターデザイン、作画監督
  - 名探偵コナン ファンタジスタの花 （2012年）サブキャラクターデザイン